# Урсула Бранденбургская (1488—1510)
Урсула Бранденбургская (нем. Ursula von Brandenburg; 17 октября 1488, Берлин, маркграфство Бранденбург — 18 сентября 1510, Гюстров, Мекленбург — Передняя Померания) — принцесса Бранденбургская, в браке герцогиня Мекленбургская.

## Биография
Урсула — младшая дочь курфюрста Бранденбурга Иоганна Цицерона и его супруги Маргариты Саксонской, дочери герцога Саксонии Вильгельма III.
16 февраля 1507 года Урсула вышла замуж за герцога Мекленбурга Генриха V. Спустя три года она умерла вскоре после рождения третьего ребёнка.
Вместе со своим сыном Урсула стали последними, кто был похоронен в погребальной капелле церкви Доберанского монастыря.

## Потомки
У Урсулы с Генрихом V родились:
- София (1508—1541), замужем за герцогом Эрнстом I Брауншвейг-Люнебургским (1497—1546)
- Магнус III (1509—1550), герцог Мекленбург-Шверина, епископ Шверина, женат на принцессе Датской Елизавете (1524—1586)
- Урсула (1510—1586), аббатиса Рибницкого монастыря